# Pavel Řehák
Pavel Řehák, né le 7 octobre 1963, est un footballeur tchécoslovaque.